# ري (سمك)
تنويه: إذا كنت تبحث على الشفنين البحري المعروف ب (Ray) بالإنكليزية فانقر على شفنين بحري.

الرَّي  أو الرَّاي أو الرِّيّ والواحد رَيَّة و رَاية و رِيَّة  وممن ذكروا الرَّيّ الإدريسي في نزهة المشتاق قال وفيه (أي النيل) الرَّيّ وهو سمك كبير لونه أحمر كبير وصغير وربما كان في وزن الكبيرة ثلاثة أرطال وأقل وهو طيب الطعم. وهو جنس أسماك من فصيلة ال(Alestidae).

## الأنواع
يوجد حالياً سبعة أنواع في هذا الجنس:
- Alestes ansorgii جورج ألبرت بولينغر, 1910
- Alestes baremoze (Joannis, 1835) (Silversides)
- Alestes dentex (كارولوس لينيوس, 1758) (Characin)
- Alestes inferus Stiassny، Schelly & Mamonekene, 2009
- Alestes liebrechtsii جورج ألبرت بولينغر, 1898
- Alestes macrophthalmus ألبرت غونتر, 1867 (Torpedo robber)
- Alestes stuhlmannii Pfeffer, 1896

الأنواع ذات أسماء علمية أخرى:
- Alestes bouboni Roman, 1973: synonym of Brycinus nurse (Rüppell, 1832)
- Alestes chaperi Sauvage, 1882: synonym of Brycinus longipinnis (Günther, 1864)
- Alestes longipinnis (Günther, 1864): synonym of Brycinus longipinnis (Günther, 1864)
- Alestes luteus Roman, 1966: synonym of Brycinus luteus (Roman, 1966)
- Alestes macrolepiditus (Valenciennes, 1850): synonym of Brycinus macrolepidotus Valenciennes, 1850
- Alestes macrolepidotus (Valenciennes, 1850): synonym of Brycinus macrolepidotus Valenciennes, 1850
- Alestes rutilus Boulenger, 1916: synonym of Brycinus macrolepidotus Valenciennes, 1850